# Cantón de Albestroff
El cantón de Albestroff era una división administrativa francesa, que estaba situada en el departamento de Mosela y la región de Lorena.

## Composición
El cantón estaba formado por veintiséis comunas:
- Albestroff
- Bénestroff
- Bermering
- Francaltroff
- Givrycourt
- Guinzeling
- Honskirch
- Insming
- Insviller
- Léning
- Lhor
- Lostroff
- Loudrefing
- Marimont-lès-Bénestroff
- Molring
- Montdidier
- Munster
- Nébing
- Neufvillage
- Réning
- Rodalbe
- Torcheville
- Vahl-lès-Bénestroff
- Vibersviller
- Virming
- Vittersbourg

## Supresión del cantón de Albestroff
En aplicación del Decreto n.º 2014-183 de 18 de febrero de 2014, el cantón de Albestroff fue suprimido el 22 de marzo de 2015 y sus 26 comunas pasaron a formar parte del nuevo cantón de Le Saulnois.